# Mazariegos

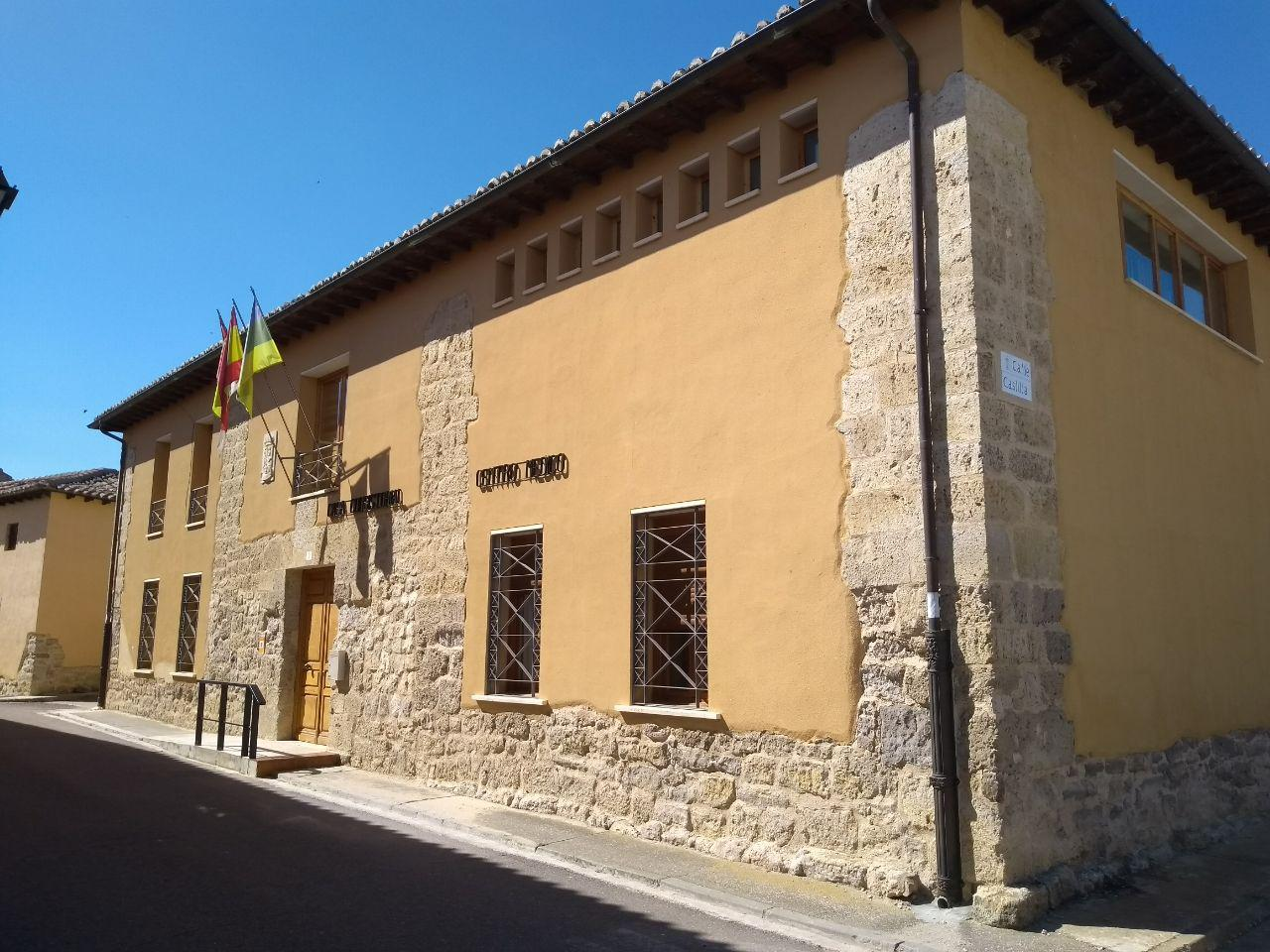
Casa consistorial

Mazariegos es un municipio y localidad española de la provincia de Palencia, en la comunidad autónoma de Castilla y León.

## Geografía
Mazariegos limita al norte con Fuentes de Nava y Becerril de Campos, por el Sur con Villamartín de Campos y por el este con Baquerín de Campos. Se encuentra enclavado en plena comarca de Tierra de Campos a 17 km de la Capital (Palencia), en dirección León y justo en el cruce de la carretera N-610 con la carretera autonómica P-940 que va hacia Fuentes de Nava

## Medio natural
Parte de su término municipal está integrado dentro de la Zona de especial protección para las aves denominada La Nava - Campos Norte perteneciente a la Red Natura 2000.

## Historia
A la caída del Antiguo Régimen la localidad se constituye en municipio constitucional en el partido de Frechilla que en el censo de 1842 contaba con 114 hogares y 593 vecinos.

## Demografía
Cuenta con una población de 202 habitantes (INE 2024).
| Gráfica de evolución demográfica de Mazariegos entre 1842 y 2021                                                      |
| |
| Población de derecho según los censos de población del INE. Población de hecho según los censos de población del INE. |

## Cultura

### Patrimonio
- Palomares

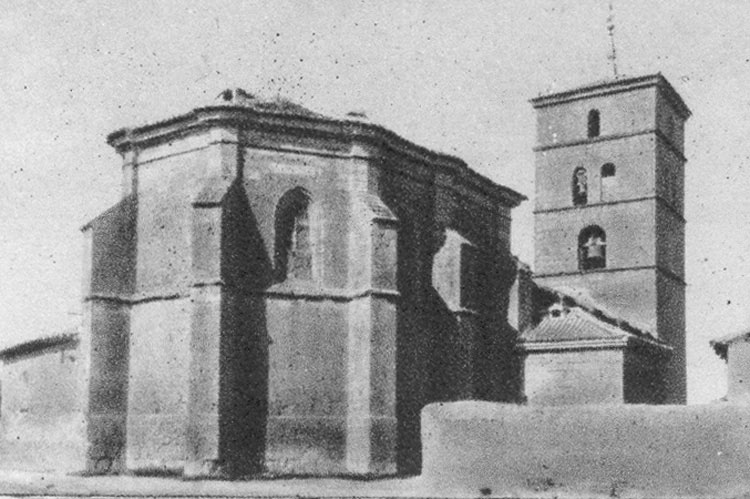
Iglesia de la Asunción.

- Estación del ferrocarril Secundarios de Castilla, en ruinas
- Iglesia parroquial de la Asunción (siglo XIII)
- Mirador de Campos.
- Obra civil: Puente en hormigón de los años 40 del siglo XX. Carretera P-940 PK 3 Puente sobre el río Valdeginate.

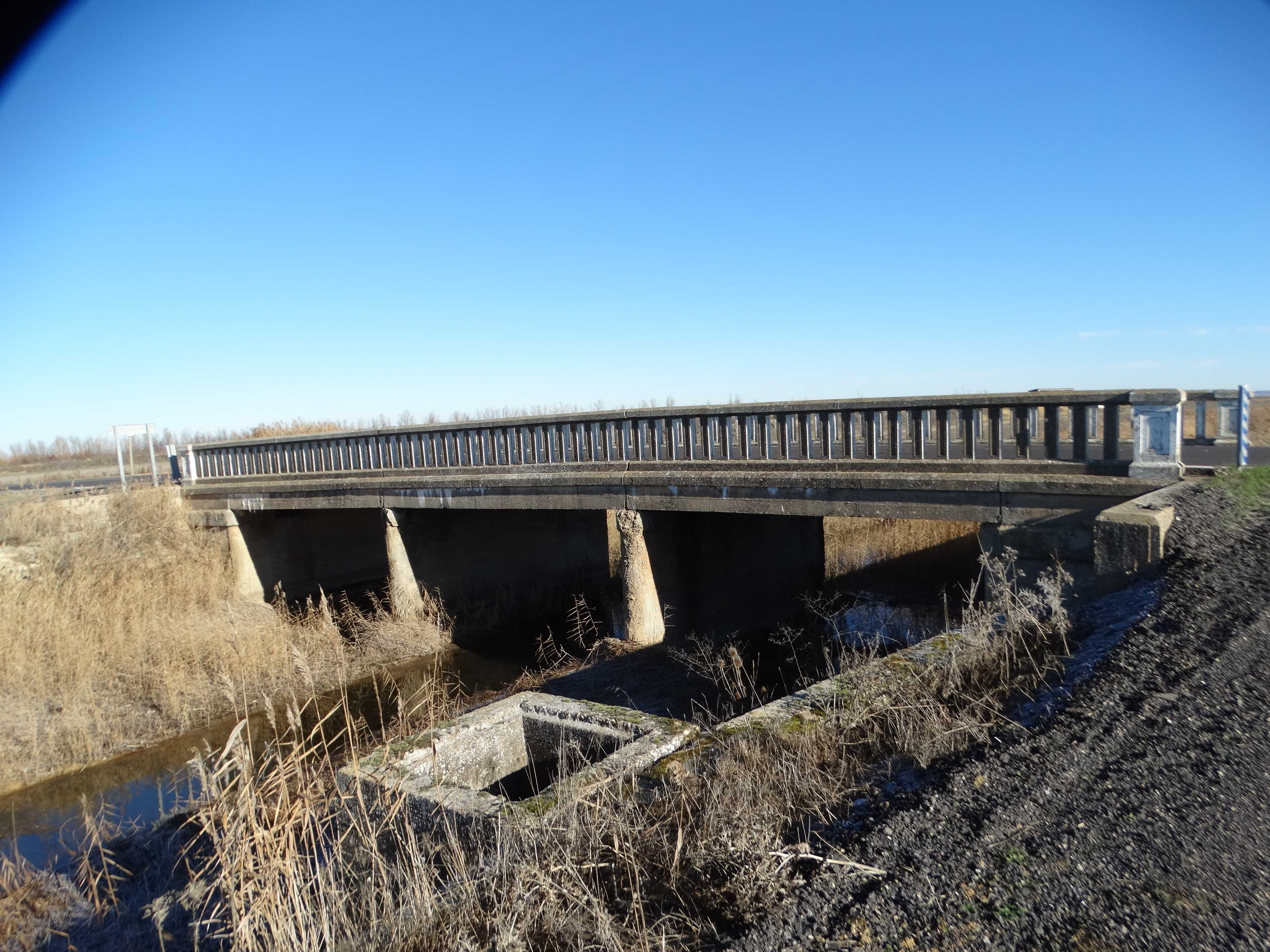
Puente sobre el río Valdeginate.

- Ermita de Santiago

### Fiestas
- Fiestas patronales: 15 de mayo (San Isidro) y 15 y 16 de agosto (Asunción de la Virgen y San Roque).